# Das ewige Rätsel
Das ewige Rätsel – ein Satyrspiel in 5 Akten ist ein deutsches Filmdrama von 1919.

## Handlung
Wertmann, ein alternder Dichter, ist dabei eine Novelle zu verfassen. Dabei auf einer Gartenbank sitzend, vor der sich ein steinerner Faun befindet, begegnet ihm die achtzehnjährige Eva, schöne Enkelin des Köhlers.
Er ist fasziniert von ihr, sie entweicht ihm jedoch lachend. Auf der Suche nach ihr verirrt er sich im Wald und trifft auf die Köhlerhütte. Dort übernachtet er und erfährt, dass sie die Enkelin des Köhlers ist und als Sekretärin auf dem benachbarten Gut arbeitet. Wermann begibt sich auf das Gut und findet als Besitzerin seine alte Jugendliebe und deren Sohn vor. Er will Eva näher sein und mietet daher ein kleines, idyllisch gelegenes Häuschen ebenfalls in der Nähe und stellt sie als Haushälterin ein. Eva beginnt sich in Wertmann wegen seiner Schriften zu verlieben, merkt aber trotzdem, dass der Altersunterschied zu groß ist. Sie trifft auf den Gutsherrn, Richard, und merkt, dass sie eigentlich zu ihm gehört. Eva und Richard werden von Wertmann bei einer Umarmung überrascht und Wertmann sieht ein, dass Jugend zu Jugend gehört. Als er herausfindet, dass Richard sein eigener, unehelicher Sohn ist, gibt er Eva endgültig frei. Die beiden werden ein glückliches Paar.

## Hintergrund
Produktionsfirma war die Decla-Film-Ges. Holz & Co. Berlin. Die Bauten erschuf Carl Ludwig Kirmse. Die Dreharbeiten fanden von Juni bis zum Juli 1919 statt. Die Außenaufnahmen endeten am 6. Juli 1919. Der viragierte Film hatte eine Länge von fünf Akten auf 1.466 Metern, ca. 72 Minuten.
Die Polizei Berlin belegte ihn mit einem Jugendverbot (Nr. 43325), die Nachzensur der Reichsfilmzensur Berlin am 11. Februar 1921 erneuerte dies (Nr. 1296). Die Uraufführung fand am 1. Oktober 1919 oder am 19. Oktober 1919 in Deutschland statt.

## Filmverleih
Der Film existiert noch und ist als nichtkommerzielle Ausleihe beim Deutschen Filminstitut verfügbar.

## Kritik
„Phantastischer Stoff, gewählte Ausstattung, verbunden mit der trefflichen Darstellung von Carola Toelle und Werner Krauss, bringen dem Filmwerk den Erfolg. Wolfgang Geiger, der den Stoff für den Film bearbeitet hat, bekundet einen feinen Sinn für Witz und Humor, der eine ernsthafte Handlung erfrischend belebt. (...) Technisch sind die Qualitäten des Films auf der Höhe, das Ganze ein merkwürdiges aber zugkräftiges Stück.“